# Риксансар
Риксансар (на френски: Rixensart) е селище в Централна Белгия, окръг Нивел на провинция Валонски Брабант. Населението му е 22 401 души (1 януари 2018).